# 임베디드 SQL
내장 SQL(Embedded SQL)은 C/C++, 코볼, 포트란, 파스칼, 에이다, 자바(SQLJ) 같은 절차적 프로그래밍에 관계형 데이터베이스(RDBMS)를 조작하기 위한 SQL을 통합 기법으로, 프로그래머는 소스 코드 내부에 포함된 SQL 문을 직접 설명할 수 있게 된다. “임베디드 SQL”이라고 부르기도 한다.
SQL 표준의 SQL86(1986년)에서 COBOL, FORTRAN, PL/I 등의 임베디드 SQL 문장의 사양, SQL89 (1989년)에서 C 언어에 포함된 SQL 문장의 사양이 각각 정해졌다. 내장 SQL 문은 컴파일 실행하기 전에 SQL 전처리로 수행된다.
오라클 데이터베이스에 대한 임베디드 SQL 프리 프로세서로 Pro* C/C++ 가 보급되어 있지만, 다른 Pro * COBOL, Pro * FORTRAN, Pro * Pascal, SQL * Module 등이 있다. 다른 데이터베이스 제품에서는 Sybase 및 PostgreSQL(ECPG)이 C 언어에 포함을 지원하고 있다.

## 임베디드 SQL을 지원하지 않는 시스템

### 마이크로소프트 SQL 서버
C용 임베디드 SQL은 마이크로소프트 SQL 서버 2008부터 미지원 상태이지만 초기 버전의 제품은 이를 지원한다.

### MySQL
MySQL은 임베디드 SQL을 지원하지 않는다.

## 같이 보기
- 언어 바인딩
- PL/SQL
- 트랜잭트 SQL